# Răcoasa
Răcoasa est une commune roumaine située dans le județ de Vrancea.